# Степаненко Іван Никифорович
Іва́н Никифорович Степане́нко (13 квітня 1920, Нехайки — 31 травня 2007, Черкаси) — радянський військовий льотчик, Двічі Герой Радянського Союзу, в роки Німецько-радянської війни заступник командира авіаескадрильї 4-го винищувального авіаційного полку (11-й змішаний авіаційний корпус, 15-а повітряна армія, Брянський фронт).

## Життєпис
Народився 13 квітня 1920 року в селі Нехайках, нині (Драбівського району Черкаської області України) в селянській родині. Батько — Никифор Денисович, мати — Парасковія Дмитрівна. В 1931 році залишився круглим сиротою і виховувася рідною сестрою — Варварою. Закінчив 7 класів школи. З 1938 року працював слюсарем на заводі в місті Кам'янськеу (Дніпропетровська область, Україна). У 1940 році закінчив Дніпродзержинський аероклуб.
В армії з 1940 року. У 1941 році закінчив Качинську військову авіаційну школу. Служив у стройових частинах ВПС (Одеський військовий округ). З 1942 року — член КПРС.
Учасник радянсько-німецької війни: у червні 1941 — травні 1945 — льотчик, командир ланки, заступник командира та командир авіаескадрильї 4-го винищувального авіаційного полку. Брав участь у Сталінградській битві, боях на Кубані та Курській битві. До серпня 1943 року здійснив 232 бойових вильотів, у повітряних боях збив 14 літаків противника.
За мужність і героїзм, проявлені в боях з німецько-фашистськими загарбниками, старшому лейтенантові Степаненку Івану Ничипоровичу Указом Президії Верховної Ради СРСР від 13 квітня 1944 присвоєно звання Героя Радянського Союзу з врученням ордена Леніна і медалі «Золота Зірка» (№ 3617).
Брав участь у відвоюванні Білорусі та Прибалтики. До лютого 1945 майор І. Н. Степаненко здійснив 395 бойових вильотів, у повітряних боях збив 32 літака супротивника.
Указом Президії Верховної Ради СРСР від 18 серпня 1945 року майор Степаненко Іван Ничипорович нагороджений другою медаллю «Золота Зірка» (№ 74/II).
Під час війни воював на Південному, Сталінградському, Північно-Кавказькому, Брянському, 2-му Прибалтійському і Ленінградському фронтах. Всього здійснив 414 бойових вильотів на винищувачах І-153, «Харрикейн», Як-7 та Як-9, в 118 повітряних боях збив особисто 33 і в складі групи 9 літаків противника. У повітряних боях був 6 разів підбитий (сідав на вимушені посадки) і двічі поранений.
Після війни продовжував службу в стройових частинах ВПС. У 1949 році закінчив Військову академію імені М. В. Фрунзе, у 1957 році — Військову академії Генштабу. Командував авіаційними з'єднаннями, освоїв реактивні винищувачі МіГ-15 і МіГ-17. З 1976 року генерал-майор авіації (1958) І. М. Степаненко — в запасі.
Жив у місті Львові, потім — у місті Черкасах. Помер 31 травня 2007 року. Похований у Черкасах.

## Звання, нагороди, пам'ять
Генерал-лейтенант (1999), заслужений військовий льотчик СРСР (1966).
Нагороджений орденом Леніна (1944), трьома орденами Червоного Прапора (1942, 1944, 1945), орденом Олександра Невського (1944), двома орденами Вітчизняної війни 1-го ступеня (1945, 1985), орденом Вітчизняної війни 2-го ступеня (1943), п'ятьма орденами Червоної Зірки (1942, 1943, 1945, 1955, 1956), орденом «За службу Батьківщині у Збройних Силах СРСР» 3-го ступеня (1975), медалями.
Бронзовий бюст Героя встановлений на батьківщині.